# Cossignano
Cossignano est une commune italienne d'environ 1 000 habitants, située dans la province d'Ascoli Piceno, dans la région Marches, en Italie centrale.

## Géographie
Le territoire de Cossignano, d’une superficie de plus de 15 km², se situe sur les hauteurs d’une zone comprise entre les sources d'un torrent appelé Menocchia et du fleuve Tesino. Le centre historique de forme ovoïde couvre une surface de 180 m sur 100 m. Délimité par un mur d’enceinte, il domine le reste de la commune. Le territoire communal est principalement constitué de collines plus ou mois abruptes et de ravines. 

## Histoire
Certains vestiges archéologiques montrent que Cossignano était déjà habité à l'époque des Picènes. On a retrouvé, dans les environs de Cupra Marittima située à quelques kilomètres , des preuves indiquant l’existence d’un  territoire alors appelé Castellum Martis
En 268 av. J.-C. les Romains prirent possession de la région de Cossignano. La famille Cossinii, originaire de Tivoli, fit venir un grand nombre d'esclaves afin de construire une vaste exploitation agricole. Elle fut à l’origine du déboisement et de la mise en culture d’une grande partie du territoire actuel de la commune. Ces Cossinii seraient à l’origine du nom d’une étendue appelée fundus Cossinianus praedium Cossinianum.   
Entre 233 av. J.-C. et 232 av. J.-C., les Cossignanais, devenus citoyens romains, sont rattachés à d’autres Picènes et aux Ombriens pour former la tribu Velina. Beaucoup sont engagés en tant que soldats de métier dans l'armée de Caius Marius. On trouve trace d’un certain Cossineo décédé lors de la Guerre de Spartacus. Le personnage le plus puissant dans l'histoire de la petite ville a vécu aux temps belliqueux de Pompée et César: Lucius Afranius. Lucius Afranius occupa un rôle important au sein du parti de Pompée. Gouverneur de la Syrie durant un temps et fut élu consul en 60 av. J.-C. Après la victoire de César à la bataille de Pharsale, son sort fut rapidement scellé : il fut exécuté à l’issue de la bataille de Thapsus. 
La période  chrétienne et l'histoire médiévale de Cossignano se confondent avec celles des États pontificaux. Dès son entrée définitive dans cette entité, la commune est restée fidèle au parti guelfe. Cossignano doit au pape Nicolas IV, natif d’Ascoli, une première reconnaissance de son autonomie en 1291. Bien que cette autonomie était largement avérée dans les faits, C’est le pape Boniface VIII qui lui concéda un statut officiel en 1303. Une première hypothèse concernant les raisons de cette reconnaissance  serait que l’on célébrait cette année-là le millénaire du martyre de Saint Georges, le  saint-patron du village. Une seconde hypothèse serait que c’est en 1303 que Cossignano put réunir suffisamment de fonds pour fondre une cloche et financer une municipalité autonome. 
Durant le Moyen Âge, Cossignano, qui ne comptait pas plus d’un millier d’habitants a, malgré la situation perchée de sa forteresse, fait le choix d’une politique défensive. Pour faire face à ses besoins en hommes, Cossignano a demandé l’aide des États pontificaux et en particulier celle d'Ascoli. Cela a provoqué l’hostilité de Fermo, rivale historique de cette dernière, qui comptait sur Cossignano pour contrôler Ascoli et les pays ralliés aux gibelins. En 1229, le duc de Spolète Rainald d’Urlslingen accorde à la ville voisine de Ripatransone l’autorisation de détruire Cossignano pour la récompenser d’avoir contenu un assaut du parti guelfe. La paix signée entre Frédéric II et Grégoire IX sauve la citadelle de la destruction. En 1396, Andréa Tomacelli, gouverneur de la Marche s’installe quelques mois à Cossignano qui devient alors le siège de la région qu’il gouvernait 
En 1584, les statuts de Cossignano son rédigés. Les archives d’Etat de Rome et la British Library de Londres en possèdent chacune un exemplaire.
À la proclamation du royaume d'Italie, les intellectuels cossignanais réussirent à défendre et à maintenir l’autonomie de la ville contestée en raison de sa taille modeste.

## Monuments et patrimoine
L'église de Santa Maria Assunta contient de nombreuses peintures du XVIIIe siècle ainsi que d’autres plus anciennes. Un précieux reliquaire contient les restes de plusieurs saints. On trouve également un morceau de la croix du Christ qui remonte plus vraisemblablement au Moyen Âge. Ces deux objets auraient été offerts par Nicolas IV.
La mairie possède un grand tableau représentant le saint patron de la commune, Saint Georges, descendu de cheval entre Saint Antoine le Grand et Saint Antoine de Padoue. On peut également y voir la chemise rouge d’un garibaldien cossignanais ayant participé à l’expédition des Mille. 
Dans le beffroi, une cloche tubulaire fondue en 1303 célèbre le millénaire du martyre de Saint Georges. Elle comporte le blason de la ville ainsi que les initiales de l’Ave Maria et la devise tirée de l’épitaphe de Sainte Agathe: Mentem Tuam Sanctam Spontaneam honorifique Deo Patriae Et Liberationem.

## Administration
| Période                                  | Période | Identité | Étiquette | Qualité |
| ---------------------------------------- | ------- | -------- | --------- | ------- |
|                                          |         |          |           |         |
| Les données manquantes sont à compléter. |         |          |           |         |

### Hameaux
Ponte

### Communes limitrophes
Carassai, Castignano, Montalto delle Marche, Offida, Ripatransone